# Liste der Kulturdenkmale in Krummendiek
In der Liste der Kulturdenkmale in Krummendiek sind alle Kulturdenkmale der schleswig-holsteinischen Gemeinde Krummendiek (Kreis Steinburg) aufgelistet (Stand: 10. März 2025).

## Legende
In den Spalten befinden sich folgende Informationen:
- Objekt-ID: die Nummer des Kulturdenkmales
- Lage: die Adresse des Kulturdenkmales und die geographischen Koordinaten. Kartenansicht, um Koordinaten zu setzen. In der Kartenansicht sind Kulturdenkmale ohne Koordinaten mit einem roten Marker dargestellt und können in der Karte gesetzt werden. Kulturdenkmale ohne Bild sind mit einem blauen Marker gekennzeichnet, Kulturdenkmale mit Bild mit einem grünen Marker.
- Offizielle Bezeichnung: Bezeichnung des Kulturdenkmales
- Beschreibung: die Beschreibung des Kulturdenkmales
- Bild: ein Bild des Kulturdenkmales

## Sachgesamtheiten, Bauliche Anlagen
| Objekt-ID      | Lage                                     | Offizielle Bezeichnung           | Beschreibung | Bild                             |
| -------------- | ---------------------------------------- | -------------------------------- | --- | -------------------------------- |
| 41046 Wikidata | Dorfstraße (53° 56′ 49″ N, 9° 24′ 58″ O) | Sachgesamtheit: Kirche St. Georg | Aktualisierung vorgesehen - Begründung: geschichtlich, künstlerisch, städtebaulich, Kulturlandschaft prägend - Schutzumfang: Kirche St. Georg mit Ausstattung, Glockenstuhl, Kirchhof, Grabmale bis 1870 | weitere Fotos \| Fotos hochladen |

## Bauliche Anlagen
| Objekt-ID     | Lage                                     | Offizielle Bezeichnung           | Beschreibung | Bild                             |
| ------------- | ---------------------------------------- | -------------------------------- | --- | -------------------------------- |
| 1542 Wikidata | Dorfstraße (53° 56′ 49″ N, 9° 24′ 58″ O) | Kirche St. Georg mit Ausstattung | Alteintragung (Aktualisierung vorgesehen) - Begründung: geschichtlich, künstlerisch, städtebaulich - Schutzumfang: Kirche St. Georg mit Ausstattung, Glockenstuhl - Denkmaltyp: Bauliche Anlage, Sachgesamtheit: Kirche St. Geor | weitere Fotos \| Fotos hochladen |

## Gründenkmale
| Objekt-ID      | Lage                                     | Offizielle Bezeichnung | Beschreibung | Bild            |
| -------------- | ---------------------------------------- | ---------------------- | --- | --------------- |
| 19690 Wikidata | Dorfstraße (53° 56′ 48″ N, 9° 24′ 58″ O) | Kirchhof               | Alteintragung (Aktualisierung vorgesehen) - Begründung: geschichtlich, Kulturlandschaft prägend - Schutzumfang: Kirchhof, Grabmale bis 1870 - Denkmaltyp: Gründenkmal, Sachgesamtheit: Kirche St. Georg | Fotos hochladen |

## Quelle
- Liste der Kulturdenkmale in Schleswig-Holstein – Kreis Steinburg

- Karte mit allen Koordinaten:
- OSM |
- WikiMap